# Club Gualberto Villarroel
Ne doit pas être confondu avec Club Deportivo San José.
Le Club Gualberto Villarroel, plus couramment appelé GV San José, est un club bolivien de football, basé dans la ville d'Oruro. Il participe au championnat bolivien de première division.

## Histoire
Fondé en 1968, le club rend hommage à Gualberto Villarroel ancien président de la Bolivie. Le club qui évolue en vert et blanc accède pour la première fois en Primera A, le troisième niveau, en 2015.
En 2022, le club est vendu à l'ancien président du CD San José qui vient d'être relégué de la première division. Le club adopte les couleurs bleu et blanc et devient officiellement le Club Deportivo Gualberto Villarroel Deportivo San José  abrégé en GV San José.
En 2023, le club participe la première fois à la Copa Simón Bolívar, il atteint la finale et bat le CD San Antonio Bulo Bulo aux tirs au but. Il accède pour la première fois en Division Profesional.
En 2024, lors du tournoi d'ouverture du championnat le club atteint les quarts de finale. Lors du tournoi de clôture le club termine à la 3e place et à la 5e place du classement cumulé ce qui le qualifie pour la Copa Sudamericana 2025.

## Palmarès
- Copa Simon Bolivar :
  - Vainqueur : 2023